# عقد 1730
عقد 1730 هو عقد امتد بين 1 يناير 1730 و31 ديسمبر 1739 بحسب التقويم الميلادي. سبقه عقد 1720 ولحقه عقد 1740.

## أحداث
- معركة بانيا لوكا (1737)
- معركة بيتونتو (1734)

## مواليد
- لوميني دي بريان (1730)
- يوهان جورج هامان (1730)
- إزابيلا بونياتوفسكا (1730)
- روبيرت باج (1730)
- فريدريش فيلهلم فون شتويبن (1730)
- إيتيين بوزو (1730)
- فيليس فونتانا (1730)
- موتوري نوريناغا (1730)
- جورج روس (1730)
- شارل مسييه (1730)
- ريتشارد ستوكتون (1730)

## وفيات
- فريدريك الرابع ملك الدنمارك (1730)
- هانس هرمان فون كاته (1730)

## كتب
- Yves Denis Papin (1998). Chronologie de l'histoire ancienne. Lieu de publication non identifié: Éditions Jean-paul Gisserot. ISBN:2-87747-346-5. OCLC:40746926. مؤرشف من الأصل في 2022-03-16.
- موسوعة حضارة العالم (2002) لأحمد محمد عوف.

## روابط خارجية
- تصفح سنة بسنة عقد 1730 على موقع onthisday.com
- تصفح سنة بسنة عقد 1730 ابتداءً من سنة عقد 1730 على موقع المكتبة الوطنية الفرنسية